# Steven Sherwood
Steven Sherwood ist ein US-amerikanischer Klimawissenschaftler und Geophysiker.

## Leben und Werk
Sherwood studierte Physik am Massachusetts Institute of Technology mit dem Bachelor-Abschluss 1987 und an der University of California, San Diego, mit dem Master-Abschluss als Physikingenieur in Hydrodynamik. 1995 wurde er an der Scripps Institution of Oceanography in Ozeanographie promoviert. Von 1998 bis 2000 war er am Goddard Space Flight Center der NASA in der Abteilung atmosphärische Chemie und Dynamik. Ab 2001 war er Assistant Professor, ab 2005 Associate Professor und ab 2007 Professor an der Yale University (Abteilung Geowissenschaften) und 2009 wurde er Professor an der University of New South Wales (UNSW) in Sydney. Von 2016 bis 2020 war er dort ARC Laureate Professor der australischen Forschungsgemeinschaft. Er ist am Climate Change Research Center der UNSW (Direktor ab 2012).
2002 erhielt er einen Career Award der National Science Foundation und 2005 den Clarence Leroy Meisinger Award der American Meteorological Society.
Er befasst sich mit Klimaforschung, globaler Erwärmung und Klimawandel. Zum Beispiel befasst er sich mit der Rolle von Wasser, Aerosolen und Wolken im Klima (u. a. Beitrag eines entsprechenden Berichts zu IPCC 5) und troposphärischer Konvektion. Neben fortgeschrittenen Klimamodellen entwickelt er auch einfache Modelle und wendet statistische Methoden direkt auf die Wetterdaten an um fortgeschrittenere Modelle, die für die detailliertere Klimavorhersage nötig sind, zu überprüfen und zu ergänzen.
In einer als bahnbrechend eingestuften Studie gelang ihm mit Kollegen 2019 die Einschränkung der Bandbreite des für die Beurteilung der globalen Erwärmung fundamentalen Gleichgewichts-Klima-Sensitivität (ECS), die zuvor seit 1979 in den Vorhersagen der IPCC bei einem Mittelwert von 3 Grad mit einer Bandbreite (Standardabweichung, siehe auch Normalverteilung) von plusminus 1,5 Grad angegeben wurde (also zwischen 1,5 bis 4,5 Grad mit rund 68 Prozent Wahrscheinlichkeit). Die Kennzahl gibt die Zunahme der globalen Durchschnittstemperatur bei Verdoppelung des Kohlendioxidgehalts der Atmosphäre gegenüber dem Wert von 280 ppm im vorindustriellen Zeitalter an. Durch Anwendung von Bayes-Statistik auf beobachtete Klimadaten der Vergangenheit und mit einfachen Modellen (also nicht den komplexeren Klimasimulationen an Supercomputern) konnte aufgrund ihrer Arbeit die Bandbreite auf 2,5 bis 4 Grad eingeschränkt werden. Das fand Eingang in den Bericht der IPCC 6 (2022) und war nach 40 Jahren der erste bedeutende Fortschritt bei der angegebenen Schwankungsbreite. Mit hoher Wahrscheinlichkeit ist damit auf eine globale Erwärmung von 1,5 bis 2 Grad zu schließen im Verlauf des 21. Jahrhunderts ohne drastische Gegenmaßnahmen, wobei bei der bisher eingebrachten Menge von Kohlendioxid in der Atmosphäre aufgrund der Verweilzeit von Kohlendioxid in der Atmosphäre in der Größenordnung von 10.000 Jahren (siehe auch Kohlenstoffdioxid in der Erdatmosphäre#„Unumkehrbarkeit“ und Einzigartigkeit) beim gegenwärtigen Stand der Technologie nicht viel verändert werden kann.
2005 war er Ko-Autor einer Studie, die die wie sich herausstellte zu niedrigen Erderwärmungs-Messdaten aus Ballonmessungen korrigierte und so mit den Bodenmessungen (die höhere Zunahmen anzeigten) in Einklang brachte.
2010 gab er in einem Artikel mit Matthew Huber Schranken für die globale Erwärmung an, an denen die Bewohnbarkeit der Erde in Frage steht. Ausschlaggebend ist dabei die Kühlgrenztemperatur, die über viele Klimabereiche damals (2010) bei unter 31 Grad lag. Läge sie bei 35 Grad, entsprechend einer globalen Erwärmung von 7 Grad, tritt bei Menschen in einigen Regionen Überwärmung ein, was bei 11 bis 12 Grad sich auf die meisten Regionen der Erde ausdehnen würde und die Erde an der Oberfläche unbewohnbar machen würde. Eine Zunahme von 12 Grad ist nach der Studie durch Verbrennung fossiler Brennstoffe theoretisch möglich.

## Schriften (Auswahl)
Außer die in den Fußnoten zitierten Arbeiten.
- Maintenance of the free tropospheric tropical water vapor distribution, Teil 2, Simulation by large-scale advection, Journal of Climate, Band 9, 1996, S. 2919–2934
- Convective precursors and predictability in the tropical Western Pacific, Monthly Weather Review, Band 127, 1999, S. 2977–2991
- A stratospheric “drain” over the maritime continent, Geophysical Research Letters, Band 27, 2000, S. 677–680
- mit A. E. Dessler: A model for transport across the tropical tropopause, J. Atmospheric Science, Band 58, 2001, S. 765–779
- A microphysical connection among biomass burning, cumuls clouds and stratospheric moisture, Science, Band 295, 2002, S. 1271–1275
- mit A. E. Dessler: On the control of stratospheric humidity, Geophysical Research Letters, Band 27, 2000, S. 2513–2516
- mit E. R. Kursinski, W. G. Read: A distribution law for free tropospheric relative humidity, J. Climate, Band 19, 2006, S. 6267–6277
- mit I. Allison u. a.: The Copenhagen Diagnosis, 2009: Updating the World on the Latest Climate Science, University of New South Wales Climate Change Research Centre (CCRC) 2009
- mit R. Roca. T. M. Weckwerth, N. G. Andronova: Tropospheric water vapor, convection, and climate, Reviews of Geophysics, Band 48, 2010
- mit I. Allison, S. Rahmstorf, H. J. Schellnhuber u. a.:  The Copenhagen Diagnosis: updating the world on the latest climate science, Elsevier 2011
- mit O. Boucher u. a.: Clouds and Aerosols, in: Climate Change 2013: The Physical Science Basis Working Group I Contribution to the Fifth Assessment Report of the Intergovernmental Panel on Climate Change, Cambridge University Press, 2013, S. 571–658
- mit Q. Fu: A drier future?, Science, Band 343, 2014, S. 737–739
- mit Sandrine Bony, J. L. Dufresne: Spread in model climate sensitivity traced to atmospheric convective mixing, Nature, Band 505, 2014, S. 37–42
- mit S. Bony u. a.: Clouds, circulation and climate sensitivity, Nature Geoscience, Band 8, 2015, S. 261–268